# Wiener Festwochen

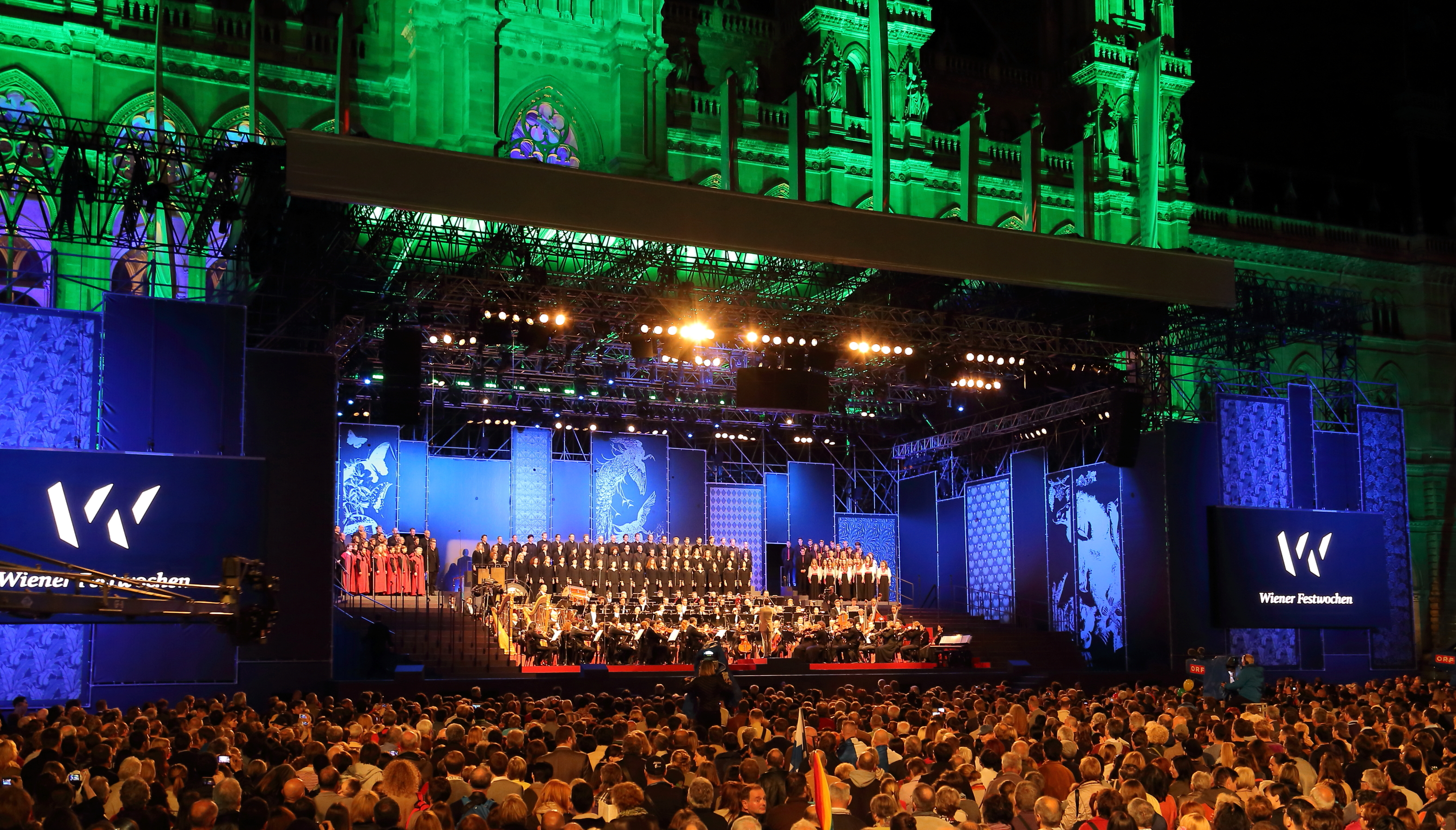
Eröffnung der Wiener Festwochen 2014

Die Wiener Festwochen sind ein Kultur-Festival in Wien, das jedes Jahr während fünf Wochen im Mai und Juni stattfindet. Die Wiener Festwochen zeigen Theater-, Opern- und Tanzproduktionen aus allen Teilen der Welt und treten auch als Produzenten internationaler Produktionen auf.

## Geschichte

Eröffnung der Festwochen 2008

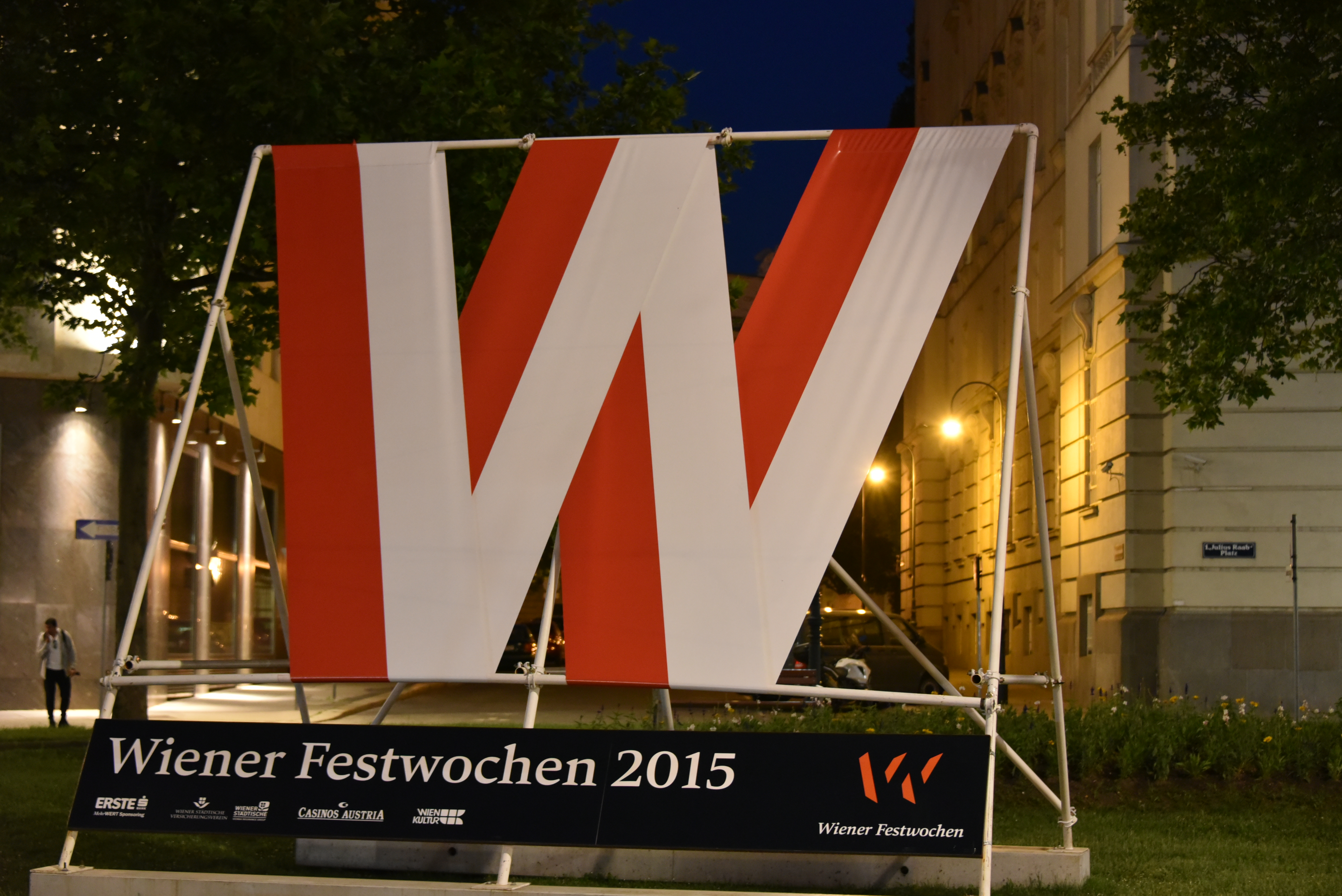
Die Festwochen sind mit ihrem Logo auch im Stadtbild präsent

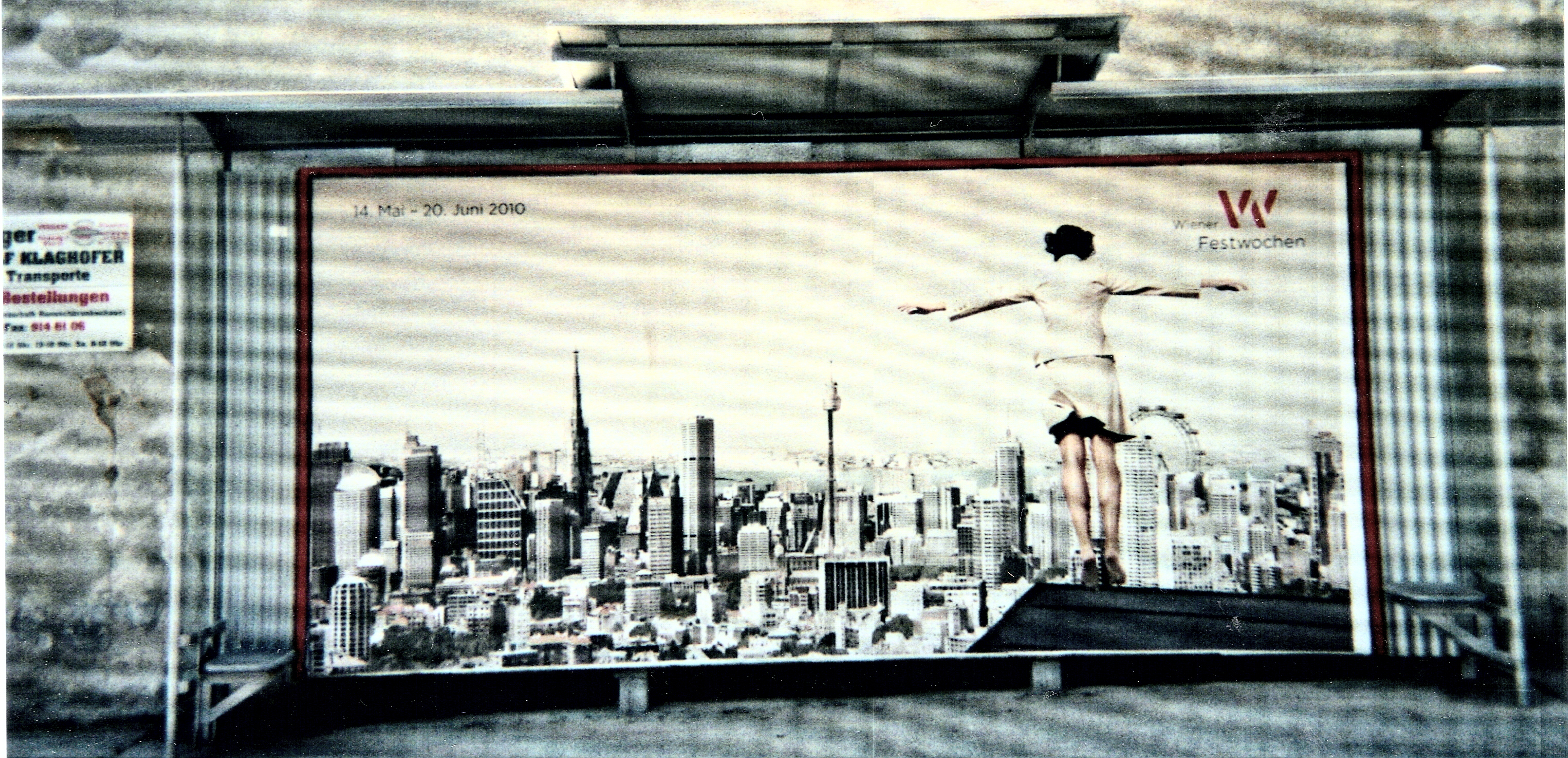
Plakat der Festwochen 2010 mit utopischer Wiener Hochhauslandschaft

Während fünf bis sechs Wochen im Mai und Juni ist es den Wiener Festwochen alljährlich ein besonderes Anliegen, Kulturereignisse selbst zu schaffen oder mitzugestalten, die höchstes künstlerisches Niveau mit gesellschaftsrelevanten Inhalten und Zielen verbinden. Die Wiener Festwochen als ein innovatives und internationales Großstadtfestival sind Fenster zur internationalen Theaterwelt und bieten ein breites Spektrum zeitgenössischer Kunstformen und -sprachen.
Im Spannungsfeld zwischen Tradition und Zeitgenossenschaft zeigt das Programm Produktionen in allen Sparten: Opern, Konzerte, Theater, Performances, Installationen, Lesungen, Filme. Neben Neuinszenierungen geschätzter Klassiker und Premieren zeitgenössischer Stücke mit internationalen Regisseuren präsentieren Künstler sowie Ensembles aus der ganzen Welt gefeierte Arbeiten, oft in Originalsprache.
Das Programmangebot umfasst durchschnittlich 40 Produktionen sowie zahlreiche Angebote bei freiem Eintritt.
Erste Festwochen-Veranstaltungen fanden bereits 1927 statt. Die Neugründung der Wiener Festwochen erfolgte nach dem Zweiten Weltkrieg 1951 in der noch von den Alliierten besetzten Stadt Wien. Im Jahr 1952 zählten die Festwochen zu den Gründungsorganisationen der European Festivals Association. Seit 1962 dient das Theater an der Wien als eine der Hauptspielstätten neben den Hallen E und G im MuseumsQuartier. Auch an zahlreichen anderen variierenden Spielorten in der ganzen Stadt finden Aufführungen statt.
Ab 2002 war Luc Bondy Intendant der Wiener Festwochen, nachdem er bereits ab 1998 deren Schauspieldirektor gewesen war. Von 2014 bis 2016 hatte Intendant Markus Hinterhäuser die künstlerische Leitung inne, dem für die Jahre 2017 und 2018 Tomas Zierhofer-Kin folgte.
Beim Österreichischen Musiktheaterpreis 2015 wurden die Festwochen mit dem Goldenen Schikaneder in der Kategorie Bestes Festival ausgezeichnet.
Während der intendanz von Christophe Slagmuylder (2019–2023) fanden die Wiener Festwochen im ersten Jahr der COVID-19-Pandemie unter dem Titel Festwochen 2020 reframed im Mai und Juni digital und vom 26. August bis zum 26. September 2020 mit 15 Produktionen live statt.
2024 rief Intendant Milo Rau die Freie Republik Wien als Gesamtkunstwerk aus – von der Eröffnung, über diverse Produktionen, Themensetzungen bis hin zur Wiener Erklärung (Verfassung der Freien Republik Wien). In den verschiedensten partizipativen Formaten wie dem Rat der Republik und durch den Ausbau von lokalen und internationalen Partnerschaften wurde über das Festival der Zukunft diskutiert. In drei Wiener Prozessen – als Justizprozesse angelegte Aufführungen – traten reale Akteure der Zeitgeschichte auf. Die neu gegründete Akademie Zweite Moderne ist die globale Komponistinnen-Plattform der Wiener Festwochen | Freie Republik Wien, die sich zum Ziel gesetzt hat, den Werkanteil von Komponistinnen im weltweiten Konzert-, Festival- und Opernprogramm deutlich zu erhöhen. Schirmherrin ist Nuria Nono-Schoenberg.
2025 wurden die Wiener Festwochen am 16. Mai 2025 mit dem traditionellen Fest am Rathausplatz eröffnet. Bis zum Ende der Festwochen am 22. Juni möchte Intendant Milo Rau 50 Projekte realisieren, darunter die erste Wiener Aufführung von Elfriede Jelineks Stück Burgtheater im Burgtheater, eine Premiere der Performancegruppe Signa unter dem Titel Das letzte Jahr, ein „Tribut an Gisèle Pelicot“ sowie mehrere Debattenformate, etwa mit Farahnaz Sharifi.

## Eröffnungsveranstaltungen seit 2013

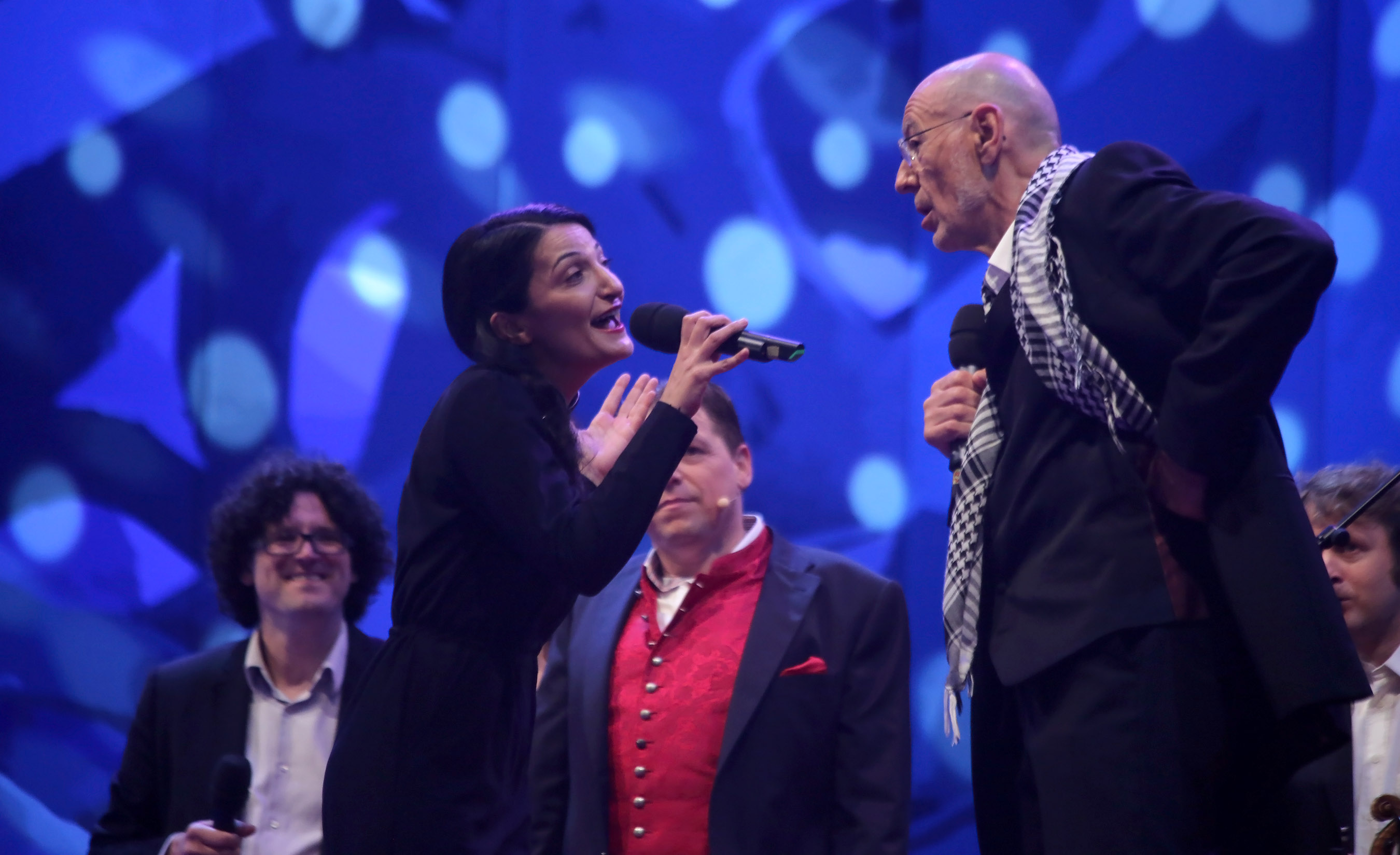
Eröffnung der Festwochen 2013 u. a. mit Fatima Spar, Willi Resetarits, Michael Schade und den Strottern

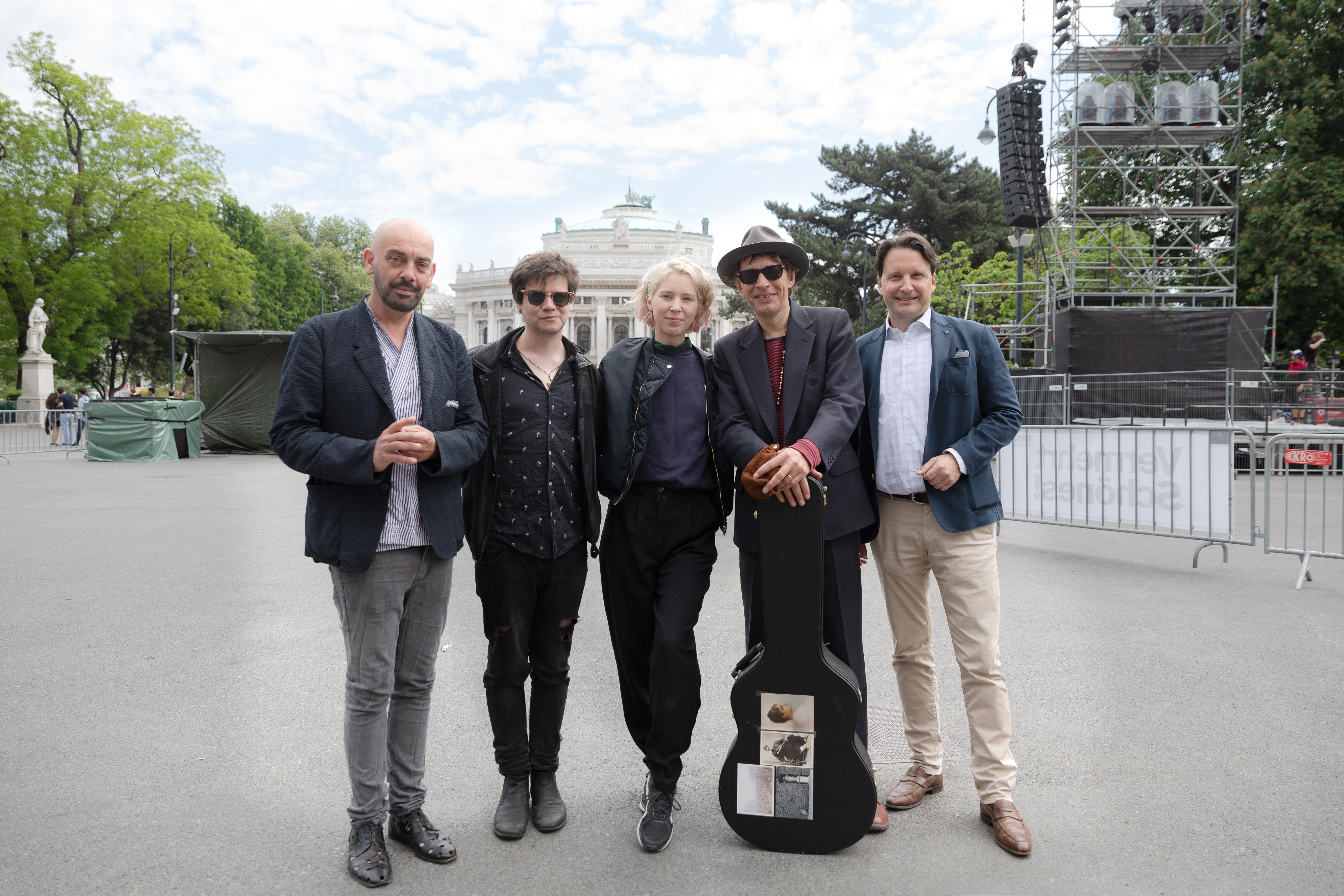
Tomas Zierhofer-Kin, Der Nino aus Wien, Mira Lu Kovacs, Ernst Molden, Martin Traxl (2018)

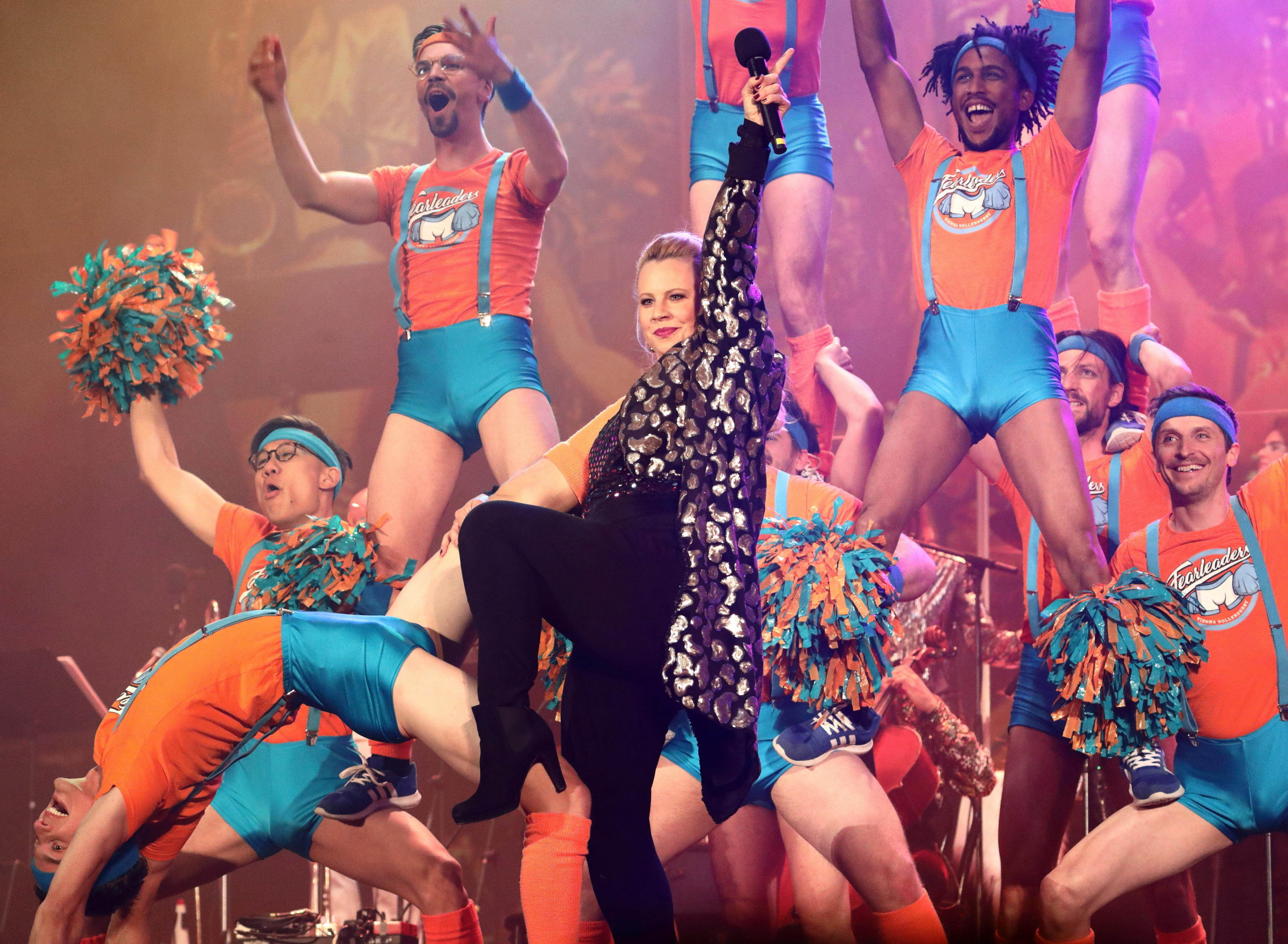
Katharina Straßer als Sängerin und Moderatorin mit den Fearleaders bei der Eröffnung 2019

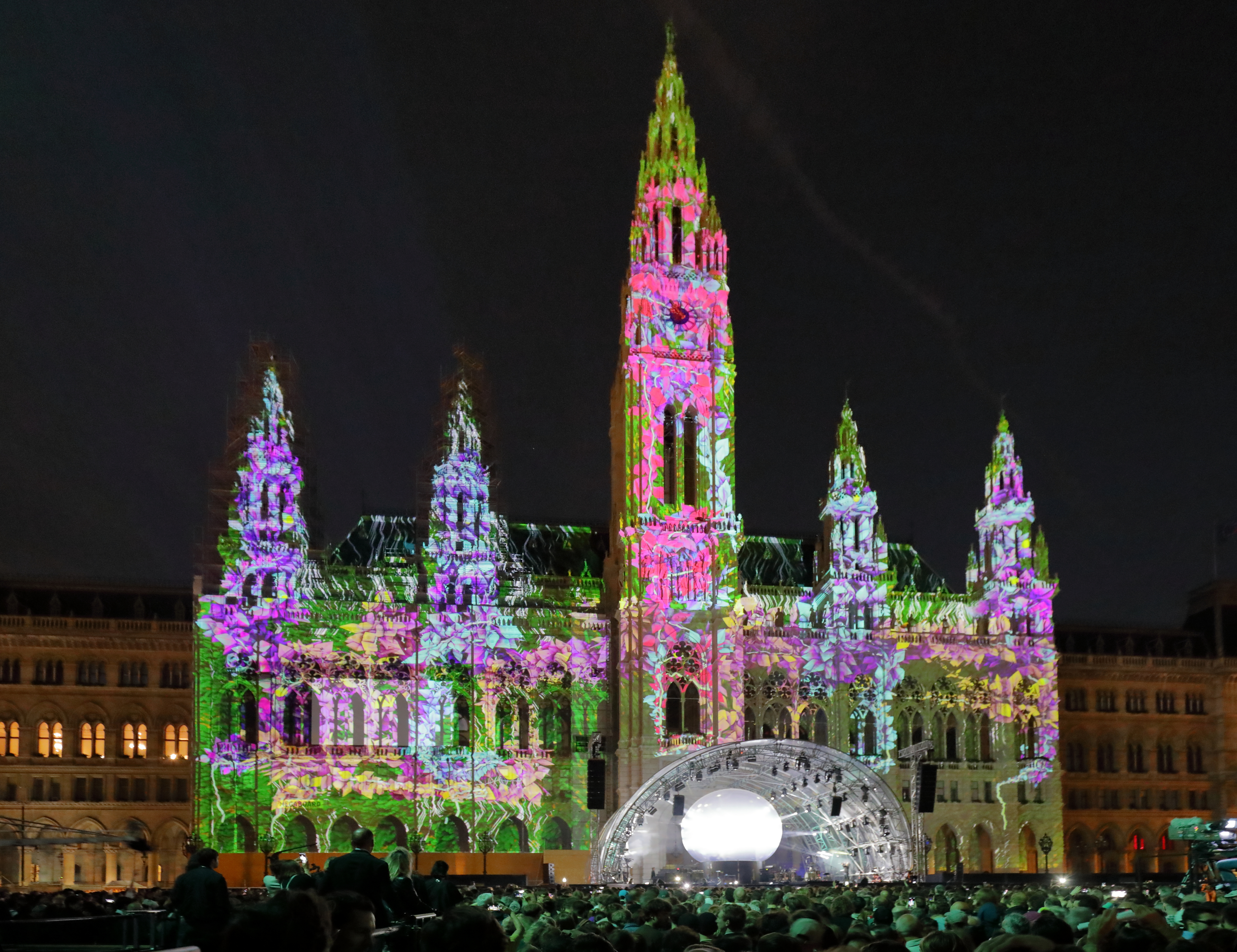
Eröffnungsveranstaltung der Wiener Festwochen 2022 mit illuminiertem Rathaus im Hintergrund

Die Eröffnung der Wiener Festwochen fand traditionell (bis 2014) auf dem Rathausplatz statt. Die Fanfare zur Eröffnung wurde von Werner Pirchner  komponiert.
Bei der Eröffnungsveranstaltung der Wiener Festwochen 2014 am 9. Mai wirkten mit: Der Arnold Schoenberg Chor und das Radio-Symphonieorchester Wien unter der Leitung von Cornelius Meister. An Gastchören nahmen teil: BNR Mixed Coir aus Bulgarien, Concordia Discors aus Kroatien, coro siamo aus Österreich, Euga aus Finnland, La Maîtrise de Paris aus Frankreich, Liepaites aus Litauen, Sola aus Lettland und Vox Bona aus Deutschland. Die Moderatoren Cornelius Obonya und Alice Tumler führten durch die Veranstaltung.
2015 fand die Eröffnung erstmals mit dem Sommernachtskonzert der Wiener Philharmoniker unter der Leitung von Zubin Mehta im Schlosspark von Schönbrunn statt. Grund für die Verlegung vom Rathausplatz war der von 19. bis 23. Mai 2015 stattfindende Eurovision Song Contest 2015.
2016 fand die Eröffnung wieder am Rathausplatz statt und wurde von Alma, Federspiel, Superar, dem Großmütterchen Hatz Salon Orkestar und dem Boban Marković Orkestar, Landstreich sowie Nikolaus Habjan gestaltet. 2017 wurde die Eröffnung von Conchita moderiert und von den Wiener Symphonikern, Harri Stojka, Lylit, Molden/Resetarits/Soyka/Wirth, MoZuluArt, Russkaja sowie Yasmo & die Klangkantine gestaltet. Die Künstler der Eröffnung 2018 waren Ernst Molden, Alma, Voodoo Jürgens, Mira Lu Kovacs, Willi Resetarits, Esra Özmen, Gustav, Ursula Strauss, Gerald Votava und der Nino aus Wien. Künstler der Eröffnung 2019 waren unter anderem Soap&Skin, Clara Luzia, Esra Özmen, Katharina Straßer, Birgit Denk, Skero und Slavko Ninic.
2024 wurde bei der Eröffnung die Freie Republik Wien ausgerufen. Herwig Zamernik komponierte die Hymne der Republik. Bands wie Pussy Riot, Bipolar Feminin, Voodoo Jürgens & Die Ansa Panier, Gustav, Paula Carolina und Monobrother traten auf, außerdem trugen u. a. Elfriede Jelinek, Carola Rackete, KDM Königin der Macht, Kid Pex, Mateja Meded, Kim de l’Horizon, Stas Zhyrkov und Sibylle Berg Statements vor.
2025 stand die Eröffnung der Festwochen unter dem Motto  V is for LoVe. Bei freiem Eintritt wurde ein musikalischer Reigen von Klassik bis Punk geboten. Dem Publikum präsentierten sich unter anderem Soap&Skin, Der Nino aus Wien, Nicole, Laurie Anderson und der Mozart Knabenchor Wien. Die Veranstaltung wurde live auf ORF 2 und 3sat übertragen.

## „Rede an Europa“
2024 hielt der deutsch-israelische Philosoph Omri Boehm die seit 2019 jährlich stattfindende „Rede an Europa“ am Wiener Judenplatz, die im Vorfeld der Eröffnung der Festwochen stattfindet. In seiner Rede „Shadows of History, Spectres of the Present: The Middle East War and Europe‘s Challenge“ forderte Boem die Abkehr vom Konzept der nationalen Souveränität Seine Einladung wurde von der jüdischen Gemeinde heftig kritisiert. Auf Druck der IKG und den Präsidenten des Europäischen Jüdischen Kongresses, Ariel Muzicant, zog sich die Erste Stiftung als Sponsor zurück, das Jüdische Museum zog sich einen Monat davor von einer Kooperation zurück. Muzicant sagte, dass er – wäre er 30 Jahre jünger – Eier auf Boehm geworfen hätte. Der Schriftsteller Daniel Kehlmann wertete diese Aussagen als Gewaltaufruf und Cancel-Culture. IKG-Präsident Oskar Deutsch kritisierte die Stadt Wien, Sponsor der Veranstaltung, für die Einladung Boehms. Dass dieser selbst jüdisch ist, spielte für Deutsch keine Rolle. Verfassungsministerin Karoline Edtstadler unterstelle Boehm Antisemitismus. Boehm entgegnete, dass er kritisiert werde, da er die Menschenwürde unterstützt. Ariel Muzicant stört, dass er den Universalismus der Aufklärung unterstützt.

## Künstlerische Leitung

### Intendanten
- 1951–1958: Adolf Ario[21][22]
- 1958: Rudolf Gamsjäger
- 1960–1964: Egon Hilbert
- 1964–1977: Ulrich Baumgartner
- 1978–1979: Gerhard Freund

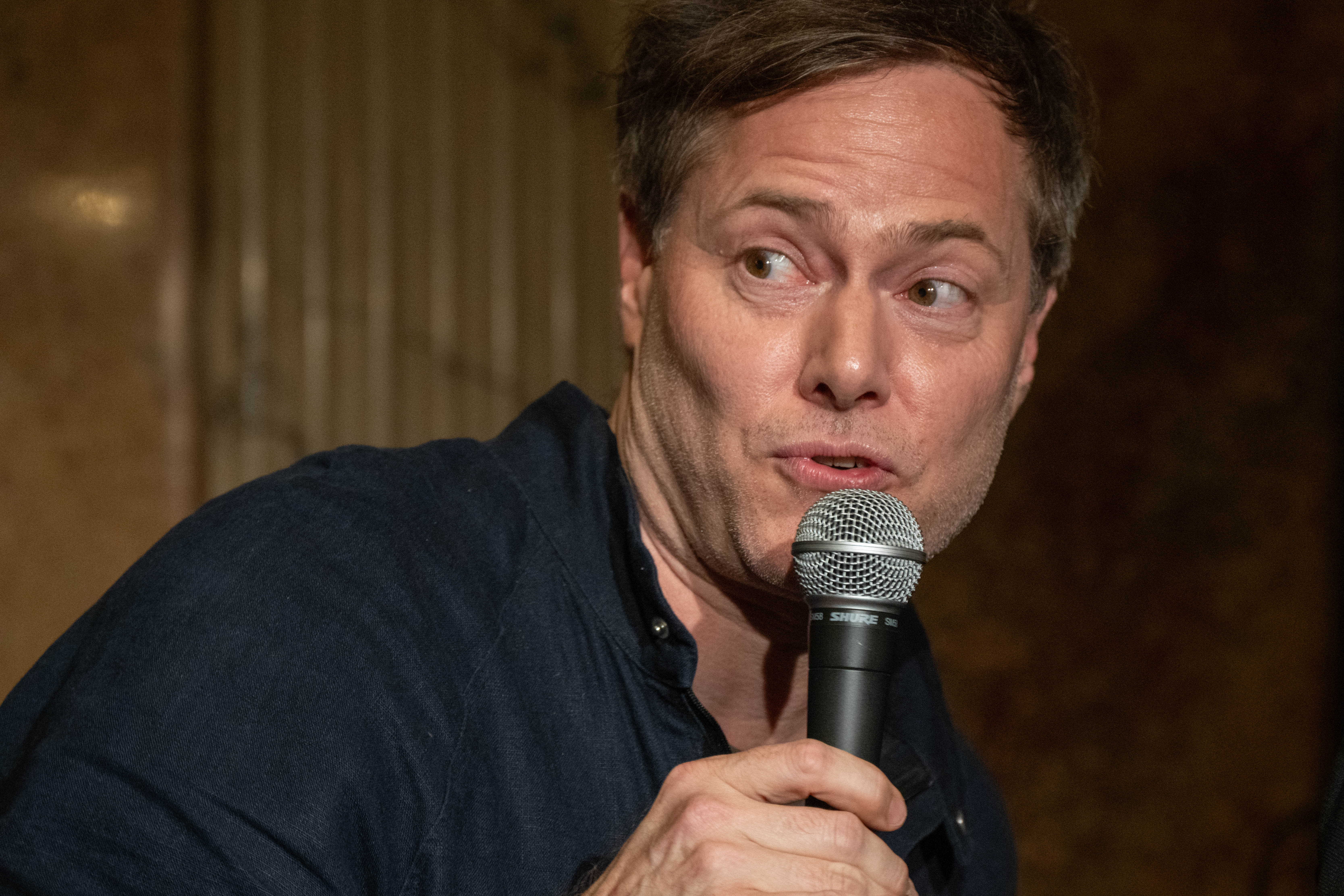
Milo Rau (2025)

- 1980–1984: Programmdirektorium (Zusammensetzung variierend u. a. Helmut Zilk)
- 1984–1991: Ursula Pasterk (bis 1987 hauptamtlich, dann ehrenamtlich als Kulturstadträtin und Festwochenpräsidentin)
- 1991–1996: Klaus Bachler
- 1997: Wolfgang Wais (interimistisch)
- 1998–2001: Programmdirektorium: Luc Bondy (Schauspiel), Klaus-Peter Kehr (Musik), Hortensia Völckers (Tanz und Crossover-Projekte)
- 2002–2013: Luc Bondy
- 2014–2016: Markus Hinterhäuser
- 2017–2018: Tomas Zierhofer-Kin[23][24]
- 2019–2023: Christophe Slagmuylder[25][26][27]
- Ab 2024: Milo Rau[28]

### Schauspieldirektion
- 1997–2001: Luc Bondy
- 2002–2007: Marie Zimmermann
- 2008–2013: Stefanie Carp (auch Karenzvertretung 2005)
- 2014: Frie Leysen
- 2015: Stefan Schmidtke
- 2016: Marina Davydova

### Musikdirektion
- 1997–2001: Klaus-Peter Kehr
- 2002–2004: Hans Landesmann
- 2005–2013: Stéphane Lissner
- 2016–2018: Marlene Engel (für Hyperreality)

## Präsidenten
- 1951–1965: Johann Mandl[22]
- 1965–1979: Gertrude Fröhlich-Sandner
- 1979–1983: Helmut Zilk
- 1983–1987: Franz Mrkvicka
- 1987–1997: Ursula Pasterk
- 1997–1998: Leonie Rysanek

## Höhepunkte der Wiener Festwochen
- 1951 „Don Giovanni“ von Wolfgang Amadeus Mozart, Inszenierung: Oscar Fritz Schuh, Musikalische Leitung: Karl Böhm
- 1976 „Proletenpassion“ der Schmetterlinge
- 1981 das poetische Variete „Flic Flac“ von André Heller
- 1983 „Maskerade“, Operette, Libretto und Liedertexte: Walter Reisch (nach seinem gleichnamigen Filmdrehbuch), Musik und Musikalische Leitung: Georg Kreisler, Inszenierung: Heinz Marecek
- 1985 „Die Riesen vom Berge“ von Luigi Pirandello, Inszenierung: Hans Gratzer
- 1985 „Besuchszeit“ von Felix Mitterer
- 1986 „Anima“ von Erwin Piplits
- 1987 „Ajax“ von Sophokles, Inszenierung: Peter Sellars
- 1990 „Don Giovanni“ von Wolfgang Amadeus Mozart, Inszenierung: Luc Bondy, Musikalische Leitung: Claudio Abbado, Bühne: Erich Wonder
- 1993 „Les Atrides“ Théâtre du Soleil, Inszenierung: Ariane Mnouchkine
- 1993 „The Cave“ von Steve Reich
- 1994 „Kill Pig Devil Passion Finish God“, Tanztheater von Martin Kušej
- 1996 „Alma – A Show biz ans Ende“, Inszenierung:Paulus Manker, mit Johanna Wokalek
- 1997 „Aus Deutschland“ von Mauricio Kagel, Inszenierung:Herbert Wernicke
- 1998 „Figaro lässt sich scheiden“ von Ödön von Horváth, Inszenierung: Luc Bondy, mit Gert Voss, Paulus Manker, Erni Mangold, Gertraud Jesserer, Anne Tismer, Herbert Föttinger, Helmuth Lohner
- 1999 „Bählamms Fest“ von Olga Neuwirth, Musikalische Leitung: Johannes Kalitzke, Inszenierung: Nick Broadhurst
- 2000 „Bitte liebt Österreich!“ von Christoph Schlingensief
- 2001 „Shockheaded Peter“ Musik und Textbearbeitung: Martyn Jacques, Inszenierung: Julian Crouch & Phelim McDermott
- 2003 „Forever Young“ nach Tennessee Williams’ „Süßer Vogel Jugend“, Bearbeitung von Frank Castorf
- 2004 „Cosi fan tutte“ von Wolfgang Amadeus Mozart in der Bearbeitung von Peter Lund und Winfried Radecke, Inszenierung: Robert Lehmeier
- 2005 „Schutz vor der Zukunft“ von Christoph Marthaler
- 2006 „Dido and Aeneas“ von Henry Purcell, Musikalische Leitung: William Christie, Inszenierung: Deborah Warner
- 2006 „Claus Peymann kauft sich eine Hose und geht mit mir essen“ von Thomas Bernhard, Inszenierung: Claus Peymann
- 2007 „König Lear“ von William Shakespeare, Inszenierung: Luc Bondy
- 2007 „Aus einem Totenhaus“ von Leoš Janáček, Musikalische Leitung: Pierre Boulez, Inszenierung: Patrice Chéreau
- 2009 „Riesenbutzbach“ Ein Projekt von Christoph Marthaler und Anna Viebrock, Inszenierung: Christoph Marthaler
- 2009 „Othello“ von William Shakespeare, Inszenierung: Peter Sellars
- 2014 "La Barque le soir" nach Tarjei Vesaas, Inszenierung: Claude Régy
- 2014 "Orfeo ed Euridice" von Christoph Willibald Gluck, Inszenierung: Romeo Castellucci, Musikalische Leitung: Jérémie Rhorer
- 2015 "Luci mie traditrici" von Salvatore Sciarrino, Dirigent: Emilio Pomàrico, Inszenierung: Achim Freyer
- 2016 "Fidelio" von Ludwig van Beethoven, Dirigent: Marc Minkowski, Inszenierung: Achim Freyer
- 2016 "Wir Hunde / Us Dogs" von SIGNA
- 2017 Hyperreality – Festival for Club Culture – Vienna, Musikfestival[29] von Marlene Engel
- 2018 "Stadium" von Mohamed El Khatib
- 2019 "3 Episodes of Life" von Markus Öhrn
- 2019 "Diamante" von Mariano Pensotti
- 2020 "Die Goldberg Variationen" von Johann Sebastian Bach, Choreografie: Anne Teresa De Keersmaeker, Klavier: Pavel Kolesnikov
- 2021 "Catarina e a beleza de matar fascistas" von Tiago Rodrigues
- 2022 "Requiem" von Wolfgang Amadeus Mozart, Inszenierung: Romeo Castellucci, Musikalische Leitung: Raphaël Pichon
- 2022 "Einstein on the Beach" von Philip Glass, Inszenierung: Susanne Kennedy, Markus Selg, Musikalische Leitung: André de Ridder
- 2023 "Lulu" von Alban Berg, Inszenierung: Marlene Monteiro Freitas, Musikalische Leitung: Maxime Pascal
- 2023 "Pieces of a Woman" von Kata Wéber, Inszenierung: Kornél Mundruczó
- 2024 "SANCTA" von Florentina Holzinger, Musikalische Leitung: Marit Strindlund